# Moḩammadābād-e Mīrzā
Moḩammadābād-e Mīrzā (persiska: Tolombeh-ye Moḩammadābād-e Mīrzā’ī, محمد آباد میرزا) är en ort i Iran.   Den ligger i provinsen Kerman, i den centrala delen av landet, 800 km sydost om huvudstaden Teheran. Moḩammadābād-e Mīrzā ligger 1 717 meter över havet och antalet invånare är 318.
Terrängen runt Moḩammadābād-e Mīrzā är en högslätt. Runt Moḩammadābād-e Mīrzā är det glesbefolkat, med 16 invånare per kvadratkilometer. Närmaste större samhälle är Sirjan, 12,7 km sydost om Moḩammadābād-e Mīrzā. Trakten runt Moḩammadābād-e Mīrzā är ofruktbar med lite eller ingen växtlighet.